# 御姐归来
《御姐归来》（英语 : Royal Sister Returns），2017年中国偶像剧，由安以轩、朱一龙、侯京健、郭艳领衔主演，於2017年4月21日在湖南娱乐频道首播，其後於同年4月23日在央视八套上星播出。 再次於同年5月24日在廣東廣播電視台珠江頻道播出。台灣OTT由LiTV 線上影視全劇上架。

## 播出时间

### 首播
| 频道                   | 所在地   | 播映日期      | 播出时间 | 备注 |
| ---------------------- | -------- | ------------- | -------- | ---- |
| 湖南娱乐频道           | 中国大陆 | 2017年4月21日 |          |      |
| 央视八套               | 中国大陆 | 2017年4月23日 |          |      |
| 廣東廣播電視台珠江頻道 | 中国大陆 | 2017年5月24日 |          |      |

## 演员列表

### 主要演员
| 演员   | 角色        | 介绍 |
| 安以轩 | 艾米尔/米粒 | EMT國際金融中心集團的千金，實際為EMT集團總裁的外甥女。 親生父母在艾米爾小時候出車禍過世，艾米爾不知情的狀況下由舅舅撫養長大。 第一集因不願聽從父親安排與何氏集團聯姻而從家中開溜後碰到何開心，因緣際會下化名為米粒並在何開心家中擔任褓姆。 |
| 朱一龙 | 何开心      | 何式集團二公子，心理諮詢師。 第一集被母親強迫與胡娜相親，因討厭她的嬌縱任性而拒絕了她，並在離開相親地點後碰上艾米爾。 之後在不知不覺的情況下漸漸喜歡上米粒。而被王特綁架後，讓他喪失那段和艾米爾的記憶，使大家都要幫她找回那份記憶。       |
| 侯京健 | 何一坤      | 何式集團大公子，何式集團的總經理。 因心有所屬而不願聽從父親的安排與EMT集團聯姻。最後因父親身體欠佳及集團未來危在旦夕不得不答應與EMT集團千金聯姻並跟夏青青分手。                                                                            |

### 其他演员
| 演员   | 角色   | 介绍 |
| 陈牧扬 | 方格   | 製藥廠的業務，何開心的好友，肖妍的男友。天天和肖研提結婚。 |
| 郭艳   | 肖妍   | 美容中心護理長，何開心的好友，方格的女友。 王特的高中同學，因特別關心王特導致男友方格一天到晚吃醋。天天和方格鬧分手。                                                                                |
| 王钧赫 | 王特   | PETER，設計師兼董事長，艾米爾的前男友，拿了艾米爾父親給的錢後不告而別。 第十三集因為艾米爾要去找抄襲她設計的王特算帳而認出他就是彼特。王特為了要和艾米爾結婚而綁架了她和開心和胡娜，最後被警察抓走。 |
| 吴佳尼 | 胡娜   | 龍騰集團千金。喜歡何開心 刁蠻任性又自視甚高。 最後因為得到淋巴癌去世。 |
| 冯波   | 胡母   | 龍騰集團董事長夫人。很疼胡娜。 |
| 杜建桥 | 胡父   | 龍騰集團董事長，只有胡娜一個女兒所以什麼都依她導致胡娜刁蠻又任性。 |
| 黄梦莹 | 夏青青 | 何式集團大公子何一坤的女友。 因家世背景不相當而被何一坤的父親反對。 |
| 湯鎮宗 | 何來德 | 何式集團董事長，何一坤、何開心的父親。 為了要拯救何式集團，所以強迫自己的大兒子何一坤與EMT集團的千金艾米爾聯姻。                                                                                     |
| 李宜娟 | 何母   | 何一坤的繼母，何開心的母親。 一心想將何一坤拉下台並兒子推上位，可惜兒子並不願意聽從母親的安排。 |
| 鄭曉寧 | 艾建生 | EMT集團的總裁，艾米爾的父親。 逼王特與艾米爾分手，並強迫艾米爾與何式集團大公子聯姻。 |

## 电视剧歌曲
| 曲别   | 歌名                | 演唱者 | 作词 | 作曲 |
| 片头曲 | 闪烁                | 程诗迦 |      |      |
| 片尾曲 | 疯狂的爱            | 朱一龙 |      |      |
| 插曲   | Crazy Love          | 王圆坤 |      |      |
| 插曲   | 不舍得舍得          | 程诗迦 |      |      |
| 插曲   | 不舍得舍得 (轻快版) | 郭易   |      |      |

## 电视节目的变迁
| 中国大陆 央视八套                           | 中国大陆 央视八套                        | 中国大陆 央视八套 |
| ------------------------------------------- | ---------------------------------------- | ----------------- |
|                                             | 御姐归来 （2017年4月23日－2017年5月4日） |                   |
| 我是幸运儿 （2017年4月11日－2017年4月23日） | 铁血将军 （2017年5月5日－）              |                   |